# Bunodosoma grande
Bunodosoma grande is een zeeanemonensoort uit de familie van de Actiniidae. De wetenschappelijke naam van de soort is voor het eerst geldig gepubliceerd in 1869 door Verrill.